# Tatariskt växtlamm

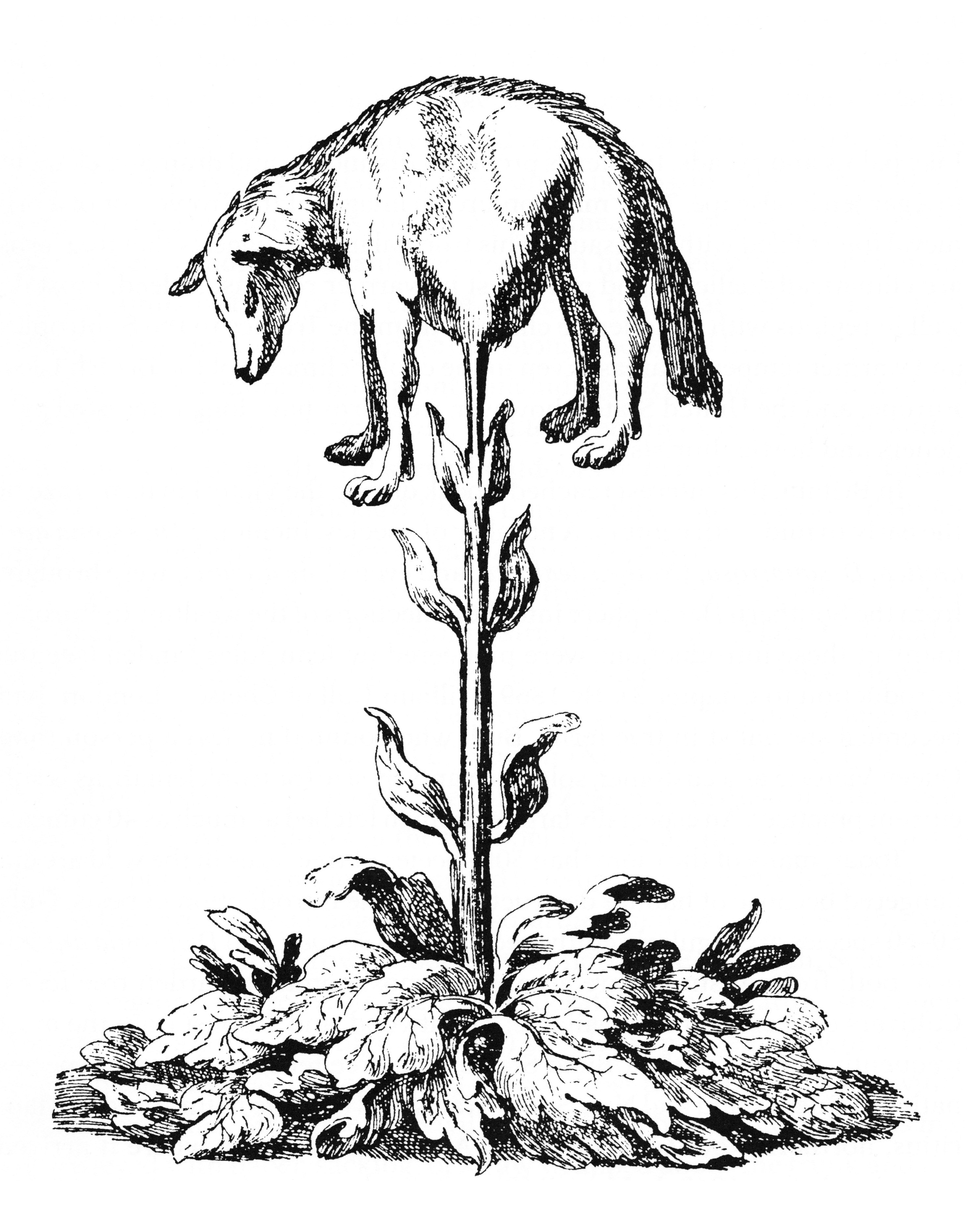
Det tatariska växtlammet (1887)

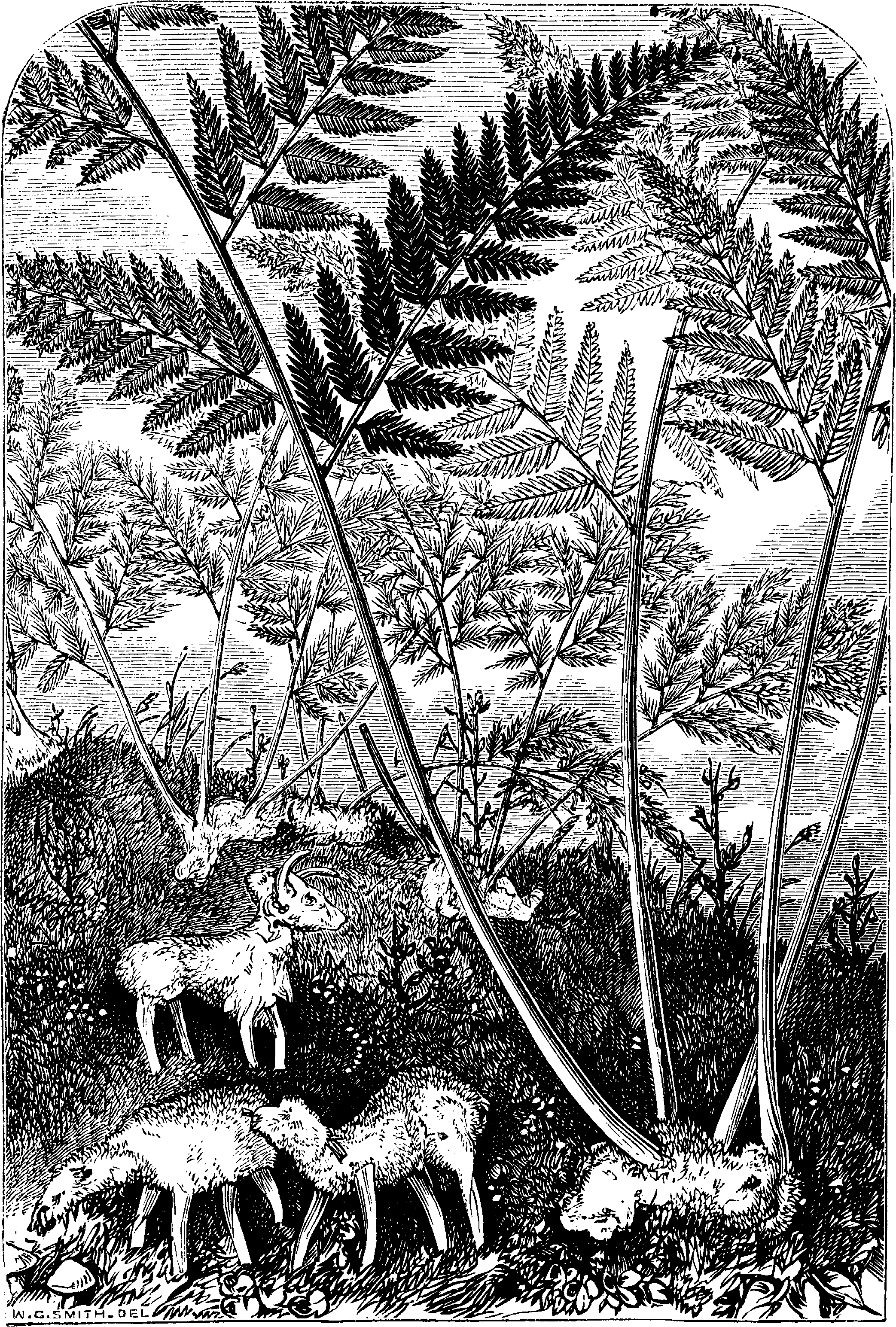
Växtlammet tillsammans med växten (ur Svenska Familj-Journalen)

Det tatariska växtlammet (Latin: Agnus scythicus eller Planta Tartarica Barometz - observera att dessa inte är vetenskapliga namn) är en mytisk kryptozoologisk växt från centrala Asien, som troddes kunna producera får som dess frukt. Fåret satt fast på växten genom en navelsträng och betade på markerna runt om. När växterna runt omkring var uppätna, dog både växten och fåret.
Tanken var, att på en högt belägen, vidsträckt och ouppodlad saltslätt, väster om Volgafloden, fanns en underbar varelse, till hälften djur, till hälften växt, vilken benämndes barometz, det vill säga lammungen. Myten baserades på den verkliga plantan Cibotium barometz, vilket är en ormbunksväxt. Cibotium barometz hade flera olika namn eller stavningar på de lokala språken, som Skytiskt lamm, borometzen, barometzen och borametzen. Det senare är alla olika stavningar för ordet "lamm". "Lammet" syns genom att ta bort löven från en bit av ormbunkens ulliga rhizom. När rhizomen vänds uppochner liknar den ett ulligt lamm med bladstjälkarna som ben.

## I populärkulturen
En planta vid namn borometz nämns i kapitel 22 i Den äventyrlige Simplicissimus, en pikaresroman publicerad första gången 1669 av Hans Jakob Christoffel von Grimmelshausen, när huvudpersonen beskriver hur han blir bortförd av tatarerna.
I Playstation 2-spelet Odin Sphere kan Baromettfrön planteras till växter med två får.
Det tatariska växtlammet finns på skivomslaget till Guided by Voicess album Vampire on Titus.